# Necropolă

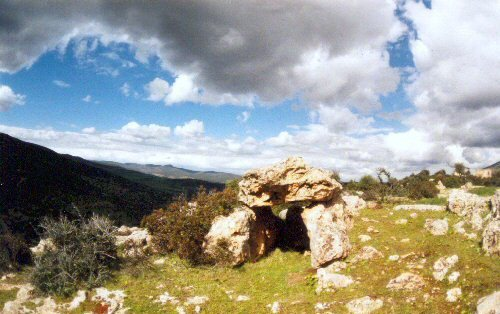
Necropola Roknia, Algeria

O necropolă (pluralul în greacă: necropoleis; pluralul în latină: necropole) este un cimitir mare sau un teren de înmormântare, de obicei cu morminte structurale. Cuvântul provine din grecescul νεκρόπολις - nekropolis, literal însemnând orașul morților. În afară de folosirea ocazională a cuvântului necropolă pentru cimitirele moderne aflate în afara orașelor mari, termenul este folosit în principal pentru terenurile de înmormântare aflate în apropierea centrelor unor civilizații antice, cum ar fi un oraș abandonat.  

## Necropole egiptene
- Necropola de la Saqqara
- Necropola de la Gizeh
- Teba
- Valea Regilor
- Valea Reginelor
- Valea Nobililor
- Dra Abou el-Naga
- Necropola de la Napata
- Necropola din Alexandria